# Ad vitam aeternam
Ad vitam aeternam. Latin for ”Mod det evige liv”. Brugt i katolsk kristen sammenhæng.
Figurerer også i navnet på Immortel (Ad Vitam) en fremtidsfilm af Enki Bilal baseret på den franske tegneserie La Foire aux immortels (De udødeliges karnival).
| Sprog | Spire Denne artikel om sprog er en spire som bør udbygges. Du er velkommen til at hjælpe Wikipedia ved at udvide den. |